# SV Lohhof
Sportverein Lohhof e.V. é uma agremiação esportiva alemã, fundada em 1930, sediada em Unterschleißheim, ao norte de Munique.

## História
Os jogadores de futebol são parte de um clube desportivo que inclui os departamentos de atletismo, badminton, ginástica, artes marciais, natação, tênis de mesa, tênis, voleibol, bem como programas de fitness e reabilitação.
Fundada em algum momento de 1930 como Sportverein Lohhof, a equipe de futebol fez-se notar no início de 1990 com um avanço para a Amateuroberliga Bayern. 
Depois de quatro temporadas na quarta divisão, o SV conseguiu seu caminho para a Regionalliga Süd (III) após um segundo lugar e a promoção no playoff em 1994. O time participou da fase inicial para campeonato nacional amador, mas foi rapidamente eliminado. Uma campanha de sucesso na Regionalliga precedeu uma caótica na qual o clube foi rebaixado. Em 1999, o Lohhof venceu a Oberliga Bayern (IV) para voltar à terceira divisão na temporada 1999-2000.
O clube então sofreu com seqüência desastrosa de reveses, terminou em último na Regionalliga, em 1999-2000, décimo-oitavo entre vinte, na Oberliga Bayern, em 2000-01, e por último na Landesliga Bayern-Süd (V), em 2001-02. Sua corrediça continuou para baixo chegando à Bezirksoberliga Oberbayern (VI) e, em seguida, retirando-se para a Kreisklasse München-3 (IX) em 2003. Conquistou o título da divisão em 2006 para avançar à  Kreisliga Oberbayern München-1 (VIII), na qual terminou em 12º, em 2007-08.

## Títulos
- Oberliga Bayern (III-IV) 
  - Campeão: 1999;
  - Vice-campeão: 1994;
- Landesliga Bayern-Süd (IV)
  - Campeão: 1990;
- Bezirksliga Oberbayern-Nord
  - Vice-campeão: (3) 1985, 1986, 1987;

## Cronologia recente
| Temporada | Divisão                    | Módulo | Posição |
| 1999–2000 | Regionalliga Süd           | III    | 18º ↓   |
| 2000–01   | Oberliga Bayern            | IV     | 18º ↓   |
| 2001–02   | Landesliga Bayern-Süd      | V      | 20º ↓   |
| 2002–03   | Bezirksoberliga Oberbayern | VI     | 18º ↓   |
| 2003–04   | Kreisklasse München-3 Birk | IX     | 7º      |
| 2004–05   | Kreisklasse München-3 Birk | IX     | 4º      |
| 2005–06   | Kreisklasse München-3 Birk | IX     | 1º ↑    |
| 2006–07   | Kreisliga München-1 Schmid | VIII   | 9º      |
| 2007–08   | Kreisliga München-1 Schmid | VIII   | 12º     |
| 2008–09   | Kreisliga München-1 Schmid | IX     | 4º      |
| 2009–10   | Kreisliga München-1 Schmid | IX     | 3º      |
| 2010–11   | Kreisliga München-1 Schmid | IX     | 4º      |
| 2011–12   | Kreisliga München-1 Schmid | IX     | 10º     |
| 2012–13   | Kreisliga München-1 Schmid | VIII   | º       |

## Fonte
- Grüne, Hardy (2001). Vereinslexikon. Kassel: AGON Sportverlag ISBN 3-89784-147-9